# Бофен
Бофен (фр. Beaufin) насеље је и општина у источној Француској у региону Рона-Алпи, у департману Изер која припада префектури Гренобл.
По подацима из 2011. године у општини је живело 23 становника, а густина насељености је износила 3,83 становника/km². Општина се простире на површини од 6 km². Налази се на средњој надморској висини од 935 метара (максималној 2.080 m, а минималној 744 m).

## Демографија
| 1962. | 1968. | 1975. | 1982. | 1990. | 1999. | 2011. |
| ----- | ----- | ----- | ----- | ----- | ----- | ----- |
| 32    | 31    | 29    | 21    | 25    | 27    | 23    |

График промене броја становника у току последњих година